# Meunasah Bungo
Meunasah Bungo is een bestuurslaag in het regentschap Bireuen van de provincie Atjeh, Indonesië. Meunasah Bungo telt 642 inwoners (volkstelling 2010).